# Esomus caudiocellatus
Esomus caudiocellatus är en fiskart som beskrevs av Ahl 1923. Esomus caudiocellatus ingår i släktet Esomus och familjen karpfiskar. IUCN kategoriserar arten globalt som livskraftig. Inga underarter finns listade i Catalogue of Life.